# Hřbitov v Bernarticích u Trutnova
Hřbitov v Bernarticích je historické, stále používané pohřebiště v obci Bernartice v okrese Trutnov. 

## Historie
Hřbitov v Bernarticích vznikl zřejmě v souvislosti s existencí místní plebánie (středověké venkovské farnosti, přičemž u takto samostatné farnosti se obvykle předpokládalo, že disponuje mimo kostela a obydlí kněze též vlastním hřbitovem). V původní podobě bylo pohřebiště rozloženo jen v bezprostředním okolí kostela, později došlo k jeho velmi výraznému rozšíření. Až do 19. století hřbitov sloužil také k pohřbům obyvatel přifařených Lampertic. Lampertičtí si posléze založili ve své obci vlastní hřbitov.

## Stavební podoba
Původní hřbitov byl tvořen ohrazeným oválným prostorem bezprostředně kolem kostela. Na tuto starou část navazuje část novější, na půdorysu nepravidelného obdélníka, protažená jihozápadním směrem. V ohradní zdi hřbitova se nachází zchátralá stavba bývalé márnice. Na hřbitově je společný hrob čtyř vězeňkyň ženského koncentračního tábora, který se nacházel v Bernarticích v letech 1941 – 1945. Hrob je chráněn jako kulturní památka České republiky. Další kulturní památkou je monolitický smírčí kříž umístěný uvnitř ohrazení novější části hřbitova. Poblíž vstupu do hřbitova, v sousedství kostela, stojí budova bývalé římskokatolické fary (samostatná farnost Bernartice byla administrativně zrušena k 1. lednu 2006 a její území včleněno do farnosti Žacléř). V blízkosti fary je umístěna rovněž památkově chráněná socha Piety, vzniklá zřejmě v okruhu dílny barokního sochaře Jiřího Františka Pacáka.

## Odkazy

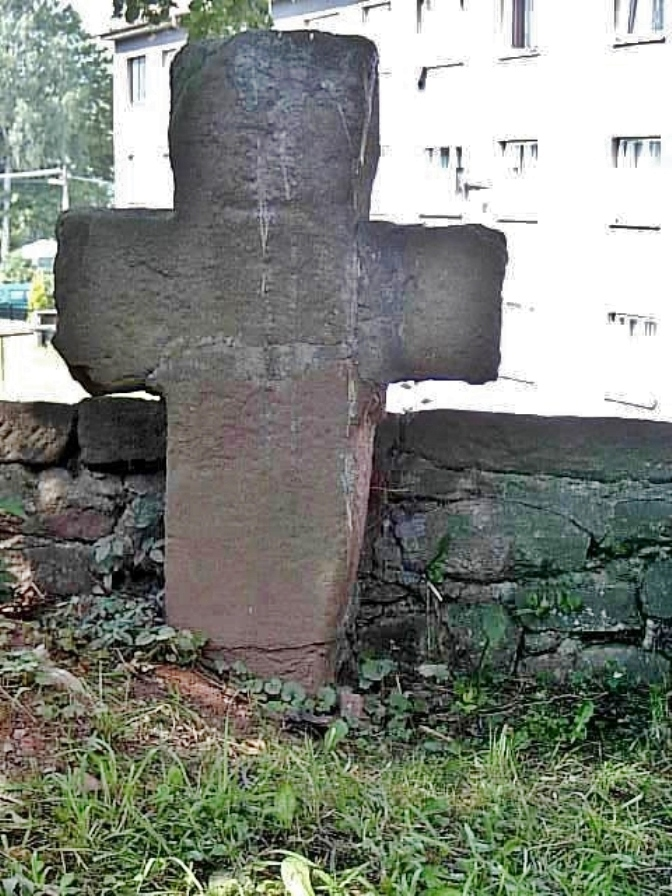
Památkově chráněný smírčí kříž na hřbitově